# Schelldorf
Schelldorf là một đô thị thuộc huyện Stendal, in Saxony-Anhalt, Đức. Đô thị Schelldorf có diện tích 4,62 km², dân số thời điểm ngày 31 tháng 12 năm 2006 là 130 người.